# Ford Quadricycle

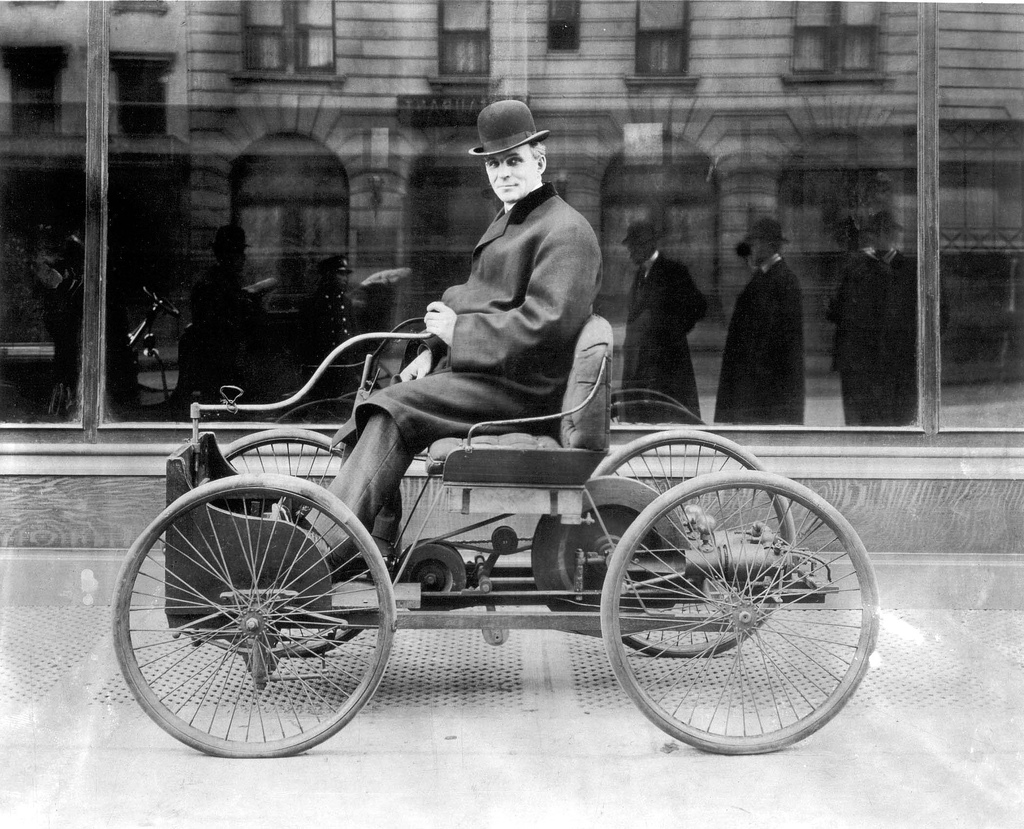
Henry Ford på sin Quadricycle.

Ford Quadricycle är Henry Fords första bilkonstruktion som bara tillverkades i ett exemplar. Den är en tvåcylindrig karosslös bil med cykelhjul, försedd med en motor på fyra hästkrafter. Kraften från motorn överfördes via remmar till en mellanaxel, och från denna med kedja till bakhjulet. Vagnen var ensitsig och hade två utväxlingar, en för 10 och en för 20 mph (miles per hour). Växlingen skedde genom förskjutning av drivremmar med hjälp av en spak.
Motorn hade ursprungligen luftkylning, som gav otillräcklig kylning efter längre tids körning. Ford konstruerade därför en vattenbehållare runt cylindern, och förband denna behållare genom ett rör med en tank längst bak i vagnen.
Ford sålde bilen 1896 till Charles Aunley från Detroit för 200 dollar. Några år senare köpte han tillbaka vagnen, som nu står på Fords museum i Detroit.
Quadricykel (fyrhjulig cykel) är ursprungligen en benämning på ett fyrhjuligt pedaldrivet fordon, dvs icke motordrivet, på samma sätt som den konventionella cykeln kallas bicycle (tvåhjulig cykel) på engelska.